# Diclobutrazol
Diclobutrazol ist ein racemisches Gemisch zweier chemischer Verbindungen aus der Gruppe der Triazole, das als Fungizid wirksam ist.

## Gewinnung und Darstellung
Diclobutrazol kann ausgehend von 1,2,4-Triazol gewonnen werden. Dieses reagiert mit Brompinakolon in Anwesenheit vom Natriumethanolat. Das daraus entstandene Produkt reagiert weiter mit 2,4-Dichlorbenzylchlorid, Natriumhydrid und Natriumborhydrid zu Diclobutrazol.

## Analytik
Die zuverlässige quantitative Bestimmung von Diclobutrazol in unterschiedlichen Matrices gelingt durch den Einsatz der HPLC unter Verwendung eines Diodenarraydetektors nach adäquater Probenvorbereitung.

## Verwendung
Diclobutrazol wird als Fungizid im Getreide- und Kaffeeanbau verwendet. Die Verbindung wirkt durch Hemmung der C14-Demethylase in der Sterinsynthese.

## Zulassung
Der Wirkstoff Diclobutrazol war von 1986 bis 1996 in Deutschland zugelassen.
In den Staaten der EU und in der Schweiz sind keine Pflanzenschutzmittel mit diesem Wirkstoff zugelassen.